# Gardone Val Trompia
Gardone Val Trompia (lombardul: Gardù) település Olaszországban, Lombardia régióban, Brescia megyében. Lakosainak száma 11 360 fő (2023. január 1.). Gardone Val Trompia Marone, Sale Marasino, Marcheno, Polaveno és Sarezzo községekkel határos.

## Népesség
A település lakossága az elmúlt években az alábbi módon változott:
| Lakosok száma | 11 528 | 11 538 | 11 360 |
|               | 2017   | 2018   | 2023   |